# 페르난두 2세
페르난두 2세(포르투갈어: Fernando II, 1816년 10월 29일 ~ 1885년 12월 15일)는 포르투갈의 국왕(재위: 1837년 9월 16일 ~ 1853년 11월 15일)이다.

## 생애
페르난두 2세는 1816년 10월 29일 오스트리아 빈에서 페르디난트 폰 작센코부르크고타 공작과 마리아 안토니아 폰 코하리 공녀의 장남으로 태어났다. 1836년 그는 당시 포르투갈 왕국의 여왕이던 마리아 2세와 결혼하였다.
포르투갈 법에 따라 1837년 장남 페드루 5세가 태어나자 아내 마리아 2세와 공동 국왕이 되었다. 1853년 11월 15일 공동 국왕이던 마리아 2세가 막내아들 에우제니오를 낳다 사망하자 장남인 페드루 5세에게 왕위를 물려주었다. 1885년 12월 15일 사망했다.

## 자녀
| 사진 | 이름               | 생일             | 사망                   | 기타                                     |
| ---- | ------------------ | ---------------- | ---------------------- | ---------------------------------------- |
|      | 페드루 5세         | 1837년 9월 16일  | 1861년 11월 11일(24세) | 후임 포르투갈 국왕. 독감으로 사망        |
|      | 루이스 1세         | 1838년 10월 31일 | 1889년 10월 19일(50세) | 후임 포르투갈 국왕. 슬하 2남.            |
|      | 마리아             | 1840년 10월 4일  | 1840년 10월 4일        | 요절.                                    |
|      | 주앙 드 베자 공작  | 1842년 3월 16일  | 1861년 12월 27일(19세) | 콜레라로 사망. 미혼.                     |
|      | 마리아 아나        | 1843년 8월 21일  | 1884년 2월 5일(40세)   | 작센의 게오르크와 결혼. 슬하 4남 4녀.    |
|      | 안토니아           | 1845년 2월 17일  | 1913년 12월 27일(68세) | 호엔촐레른 공 레오폴트와 결혼. 슬하 3남. |
|      | 페르난두           | 1846년 7월 23일  | 1861년 11월 6일(15세)  | 독감으로 사망. 미혼.                     |
|      | 아우구스투         | 1847년 11월 4일  | 1889년 9월 26일(41세)  | 코임브라 공작. 미혼                      |
|      | 레오폴두           | 1849년 5월 7일   | 1849년 5월 7일         | 요절.                                    |
|      | 마리아 다 글로리아 | 1851년 2월 3일   | 1851년 2월 3일         | 요절.                                    |
|      | 에우제니우         | 1853년 11월 15일 | 1853년 11월 15일       | 요절. 어머니와 함께 사망.                |